# 大阪大谷大学博物館
大阪大谷大学博物館（おおさかおおたにだいがくはくぶつかん）は、大阪大谷大学が設置・運営している博物館。

## 概要
学芸員課程の実習施設として、1978年に設置された資料館を前身とし、1999年10月に開館。春・秋の年2回特別展が開催されるほか、大阪大谷大学の文化財学科の研究・教育の場として利用されている。

## 来館案内
- 入館料：無料
- 開館時間：10:00～16:30
- 開館日：春・秋の特別展期間中のみ（日・祝日、大学の休日は休館）
- 交通：近鉄長野線滝谷不動駅から徒歩7分